# Zonophora solitaria
Zonophora solitaria – gatunek ważki z rodziny gadziogłówkowatych (Gomphidae). Występuje na terenie Ameryki Południowej.